# Glade (marca)

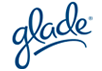
Logo

Glade é uma marca de purificadores de ar de uso doméstico pertencente à S. C. Johnson & Son. Foram introduzidos no mercado pela primeira vez em 1956.